# インピオス
インピオス（Impious）は、スウェーデン出身のデスラッシュバンドである。1994年に「ヴァレ・アドジック(G)」と「マーティン・オーケソン(G/Vo)」が中心となり結成された。

## メンバー

### 現在のメンバー
- マーティン・オーケソン (Martin Åkesson) - (Vo) (1994- )
結成時～2ndまではボーカル兼ギターであったが3rdからボーカルに専念。
- ヴァレ・アドジック (Valle Adzic) - (G) (1994- )
大半の作詞・作曲を行う。ソロはほとんどプレイせずバッキングに専念していることが多い。One Man Army and the Undead Quartetに、ベーシストとして在籍していた。
- ロビン・ソークヴィスト (Robin Sörqvist) - (G) (1995- )
2ndまではベース担当であったがギターに転向。ギターソロは、ほぼ全て彼の担当である。ザ・クラウンでも活動。
- エリック・ペーテション (Erik Peterson) - (B) (2000- )
- ミカエル・ノレーン (Mikael Norén) - (Ds) (2002- )

### 元メンバー
- ウルフ・ヨハンソン (Ulf Johansson) - (Ds) (1996-2002)
- ヨハン・リンドストランド (Johan Lindstrand) - (Ds) (1995)
ザ・クラウン、One Man Army and the Undead Quartetではボーカリストとして活動。6thアルバム『Death Domination』には、ゲストボーカルとして参加した。
- マルコ・テルヴォーネン (Marko Tervonen) - (Ds) (1995-1996)
ザ・クラウン、エンジェル・ブレイクのギタリスト。

## ディスコグラフィー

### アルバム
- 1998年 Evilized
- 2000年 Terror Succeeds
- 2002年 The Killer
- 2004年 Hellucinate (邦題:ヘルシネイト)
- 2007年 Holy Murder Masquerade (邦題:ホーリー・マーダー・マスカレード)
- 2009年 Death Domination (邦題:デス・ドミネーション)

### その他の作品
- 2004年 Born To Suffer
デモ音源やメタリカやセパルトゥラなどのカバー音源をまとめたもの。